# Камандар
Камандар (кирг. Камандар) — село в Джалал-Абадской области Кыргызстана. Административно подчинено администрации города Джалал-Абад.

## География
Село расположено в юго-восточной части области, на левом берегу реки Кёгарт, на расстоянии приблизительно 7 километров (по прямой) к северу от города Джалал-Абад.

## История
Населённый пункт получил статус села 15 марта 2021 года.

## Население
Согласно оценочным данным Национального статистического комитета Кыргызской Республики, численность населения села на начало 2024 года составляла 1538 человек.
| год     | 2023 | 2024 |
| ------- | ---- | ---- |
| человек | 1446 | 1538 |